# Norman Dalkey
Norman Crolee Dalkey (22. listopadu 1915, Colorado, USA – 22. února 2004, Kalifornie) byl americký matematik.
Byl spolutvůrcem Delfské metody, která je jednou z nejvýznamnějších a nejpoužívanějších prognostických a futurologických metod. Působil v RAND Corporation, neziskovém politickém think tank institutu, se sídlem ve městě Santa Monica v Kalifornii.

## Dílo
Byl autorem nebo spoluautorem knih a publikací:
- An Experimental Application of the Delphi Method to the Use of Experts (spoluautor) (1962)
- The Delphi Method. Use of Self-Ratings to Improve Group Estimates (spoluautor) (1969)
- Experimental Assessment of Delphi Procedures with Group Value Judgements (spoluautor) (1971)
- Elementary Cross-Impact Model (1972)
- The Inductive Logic of Information Systems (1987)
- Entropy and Belief Networks (1992)

### Zprávy
- Dalkey, Norman C .: The Delphi Method: An Experimental Study of Group Opinion. Prepared for the United States Air Force Project RAND. RAND Corporation, Santa Monica, California 1969
- Dalkey, N., Brown, B., Cochran, S .: The Delphi Method, III: Use of Self Ratings to Improve Group Estimates. Prepared for the United States Air Force Project RAND. RAND Corporation, Santa Monica, California 1969